# Myja longicornis
Myja longicornis Bergh, 1896 è un mollusco nudibranco appartenente alla famiglia Facelinidae..

## Distribuzione e habitat
Questa specie è stata identificata nell'isola di Ambon, in Indonesia. Il suo areale si estende dalle Filippine a Papua Nuova Guinea.